# 姜龍
姜龍（1476年—1546年），字夢賓，直隶太仓人。明朝官员，進士出身。姜昂之子。

## 生平
治《易經》，由州學生中式弘治十七年（1504年）甲子科應天府鄉試第七十五名舉人，年三十三歲中式正德三年（1508年）戊辰科會試第七十二名，第二甲第一百一名進士，授礼部主客司主事，歷任禮部郎中。明武宗南巡時，姜龍率領同官諫阻，被罰跪五日，幾死杖下。之後出任建寧府同知。
嘉靖即位，正德十六年（1521年）十二月升爲雲南副使，備兵瀾滄、姚安，平定當地盜亂以及糾紛，在任四年，雲南大治。

## 家族
曾祖姜箎。祖姜敏，赠文林郎监察御史。父姜昂，官至福建布政使司左参政。母滑氏，封孺人。慈侍下，弟淮。